# Lockheed F-104 G CCV
Die Lockheed F-104 G CCV (von CCV: Control Configured Vehicle) war ein modifizierter Starfighter F-104 G als Experimentalflugzeug zur Untersuchung technischer Anforderungen einer Fly-by-Wire-Steuerung mit einer künstlichen Stabilisierung bei dynamisch instabilem Flugverhalten.

## Technische Fragestellung
Die konventionelle Auslegung von Flugzeugen mit einem stabilen Flugverhalten hat durch das Zusammenwirken von Schwerpunktlage, Auftrieb und aerodynamischem Widerstand ungünstige Auswirkungen auf das Leistungsvermögen und das konstruktive Design moderner Kampfflugzeuge, vor allem bei Forderungen zu hohen Kurvengeschwindigkeiten im Überschallbereich. Durch den Verzicht auf ein stabiles Flugverhalten lässt sich eine Reduzierung des Luftwiderstandes von 20 bis 30 % erzielen, die es wiederum ermöglicht, kleine sowie leichtere Triebwerke zur Reduzierung des Abfluggewichts um bis zu 15 % einzusetzen. Die künstliche Stabilisierung eines solchen Luftfahrzeugs erfordert jedoch ein schnell reagierendes aktives Regelungssystem.
Diese Zusammenhänge galt es mit dem Blick auf die Entwicklung von Kampfflugzeugen der Generation 4 bzw. 4+ näher zu untersuchen.

## Konzeption des Versuchsträgers

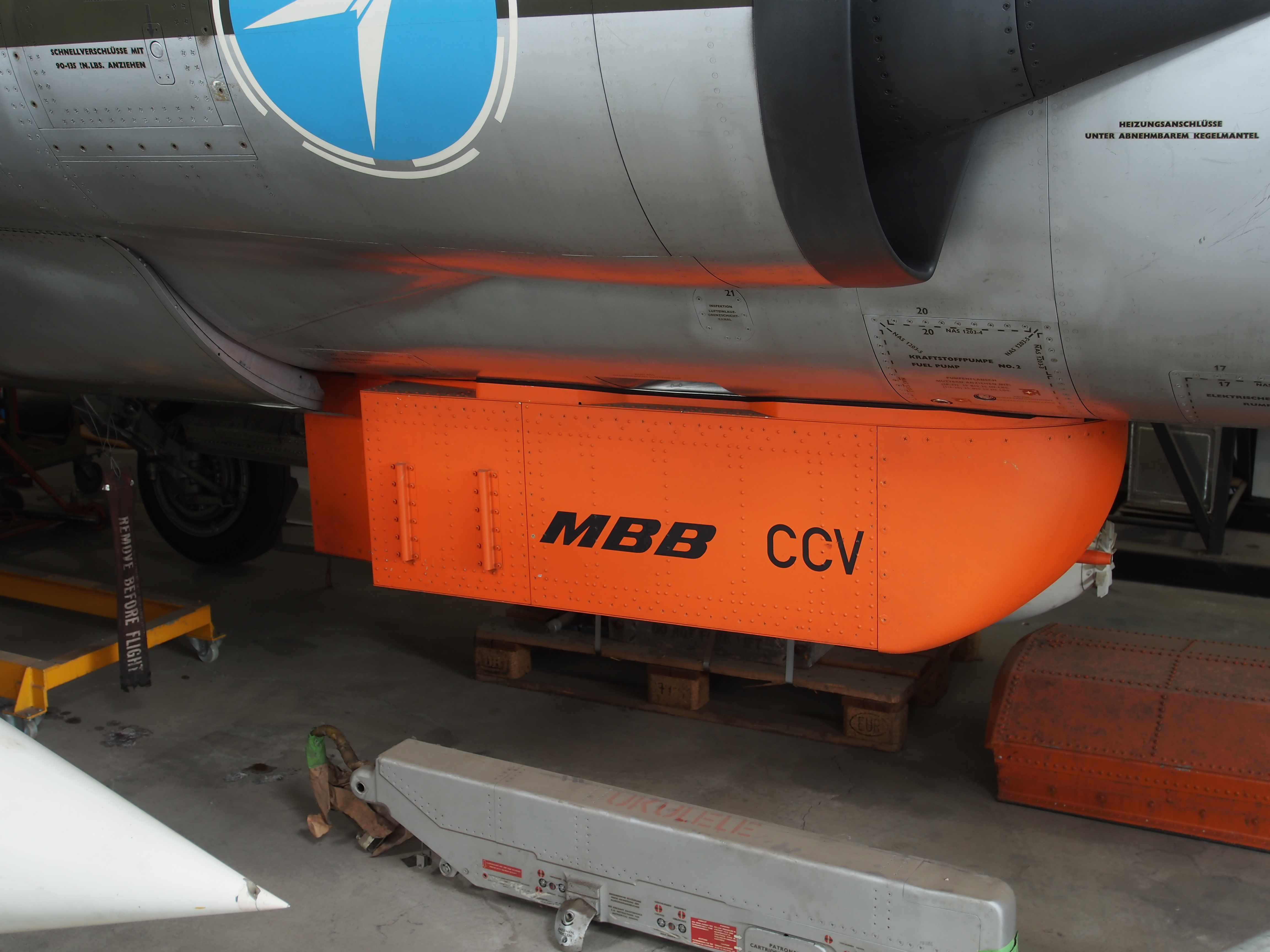
Verschiebbarer Ballastkörper unter dem Rumpf

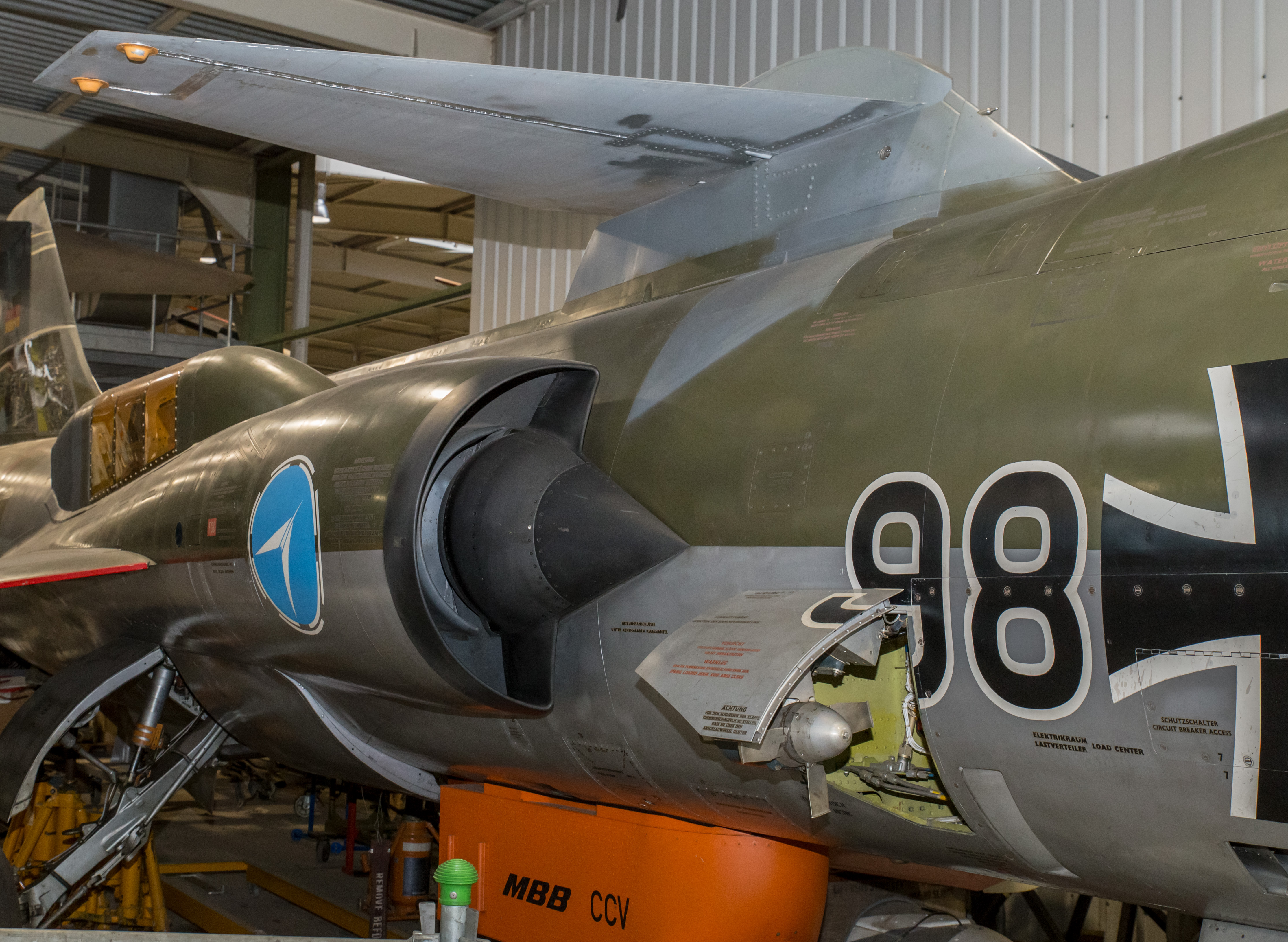
Canardflügel über der Rumpfmitte

Das Bundesamt für Wehrtechnik und Beschaffung beauftragte 1974 die Firma Messerschmitt-Bölkow-Blohm (MBB) mit der Konstruktion eines anwendungsreifen Technologieträgers auf Grund folgender Aufgabenstellung:
- Entwicklung eines redundanten Flugsteuerungssystems unter besonderer Berücksichtigung der Systemsicherheit bei Ausfällen
- Untersuchung der Flugeigenschaften bei konstruktiv vorgegebener instabiler Fluglage

Als Basismodell für den Technologieträger wurde eine Einsatzmaschine Lockheed F-104 der Luftwaffe mit dem Kennzeichen 23+91 umgerüstet.
Die Maschine, ursprünglich aus dem Bestand des Jagdgeschwaders 74 in Neuburg/Donau, wurde dazu am 14. April 1975 mit 1391 Flugstunden an die damalige Erprobungsstelle 61 in Manching und von dieser Dienststelle an den Auftragnehmer MBB zur Umrüstung übergeben.
Die Umrüstung erfolgte jeweils vor den verschiedenen Versuchsabschnitten:
- B1-Konfiguration: Zunächst wurden Radar, Bewaffnung und Bremsschirm sowie andere, für den Versuchsbetrieb entbehrliche Baugruppen ausgebaut. Die umfangreiche Messausstattung wurde installiert.
- B2-Konfiguration: Zur Destabilisierung wurde zunächst ein verschiebbarer Ballastkörper unter dem Heck angebracht.
- E1-Konfiguration: Der Ballastkörper am Heck wurde entfernt, ein Ballastkörper am Bug und ein Canardflügel auf dem Rumpf montiert. Der Maschine wurde das Erprobungskennzeichen 98+36 zugeteilt.
- E2-Konfiguration: Beide Ballastkörper und der Canardflügel wurden konfiguriert.
- E3-Konfiguration: Die Ballastkörperverteilung zwischen Bug und Heck wurde modifiziert.

Die künstliche Stabilisierung erfolgte durch ein digitales sensorbasiertes Regelungssystem mit besonderen, redundanten Sicherheitsmechanismen.
Zur Sicherheit des Piloten konnte in kritischen Situationen die konventionelle, auf stabilem Flugverhalten basierte Steuerung reaktiviert werden. Der Ballastkörper unter dem Heck musste dazu abgeworfen werden. Damit konnte das Flugzeug dann sicher gelandet werden. Dieses erfolgte bei einem Flug am 18. Dezember 1979 über der Siegenburg-Range bei Ingolstadt.

## Vorgehensweise in der Untersuchung

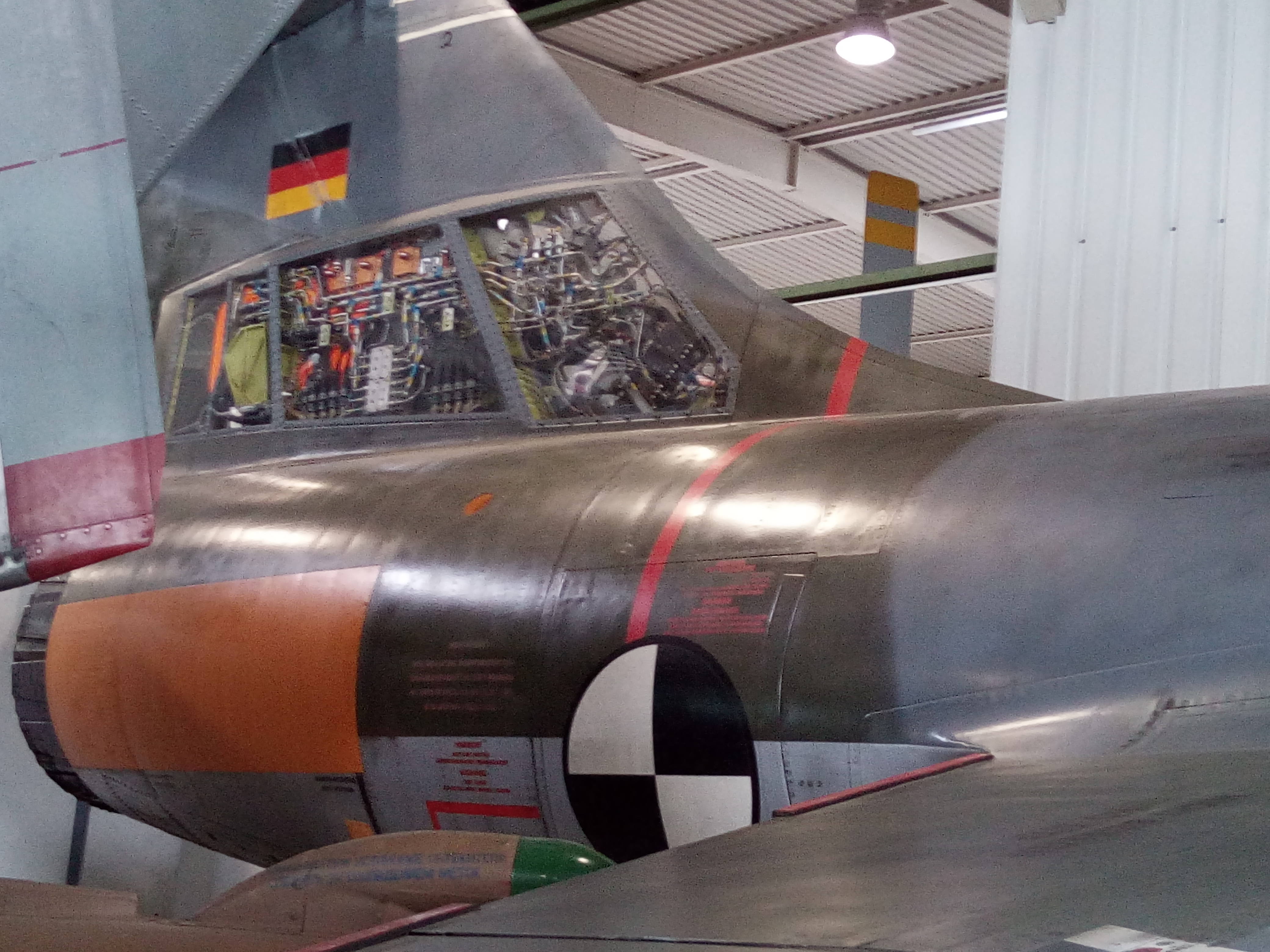
Messtechnik im Seitenleitwerk

Die Untersuchung wurde in vier Phasen durchgeführt:
Phase I – Vortests
- Sensorerprobung vom 27. September 1976 bis 4. November 1976 mit 13 Flügen

Phase II – Untersuchung des Flugverhaltens
- Untersuchung der B1-Konfiguration (Experimentalflugzeug in flugstabiler Konfiguration) vom 16. Dezember 1976 bis 22. Oktober 1979 mit 33 Flügen
- Untersuchung der B2-Konfiguration (Nur Ballastkörper unter dem Heck) vom 22. November 1979 bis 10. Juli 1980 mit 28 Flügen
- Untersuchung der E1-Konfiguration (Ballastkörper am Bug und Canardflügel) vom 20. November 1980 bis 20. Februar 1981 mit 6 Flügen
- Untersuchung der E2-Konfiguration (Ballastkörper am Bug und Heck sowie Canardflügel) vom 17. Juli 1981 bis 30. September 1981 mit 26 Flügen
- Untersuchung der E3-Konfiguration (wie E 2, Ballastverteilung jedoch modifiziert) vom 1. Oktober 1981 bis 28. Januar 1982 mit 7 Flügen

Phase III – Einrüsten und Erproben technischer Modifikationen auf Basis der Erkenntnisse in Phase II
- 4 Flüge bis zum 24. März 1982

Phase IV Erprobung der Back-Up-Software und Hauptsensoren
- 63 Flüge bis zum 17. April 1984, dem Ende der Versuchsflüge[4]

## Erkenntnisse
Die umfangreichen Fluguntersuchungen belegten, dass moderne Kampfflugzeuge im Flugverhalten künstlich stabilisiert werden können und eine sensorbasierte Fly-by-Wire Technologie dazu wesentliche Voraussetzung ist.
Die Ergebnisse flossen in die Entwicklung des Eurofighters sowie Modifikationen des Tornado mit ein.

## Verbleib
Der Versuchsträger wurde am 6. Juni 1984 an die Wehrtechnische Dienststelle 61 übergeben und wird seit dem 6. Oktober 1984 in der Wehrtechnischen Studiensammlung Koblenz ausgestellt.